# Arminio Savioli
Arminio Savioli (Poggio Nativo, 18 aprile 1924 – Roma, 9 novembre 2012) è stato un giornalista e partigiano italiano.
Dopo l'8 settembre 1943, con il nome di battaglia "Anatolio", aderì al GAP di Franco Calamandrei a Roma, dove liberò Alfredo Reichlin dalla cattura eseguita da due fascisti. In seguito combatté come volontario del riorganizzato Esercito Cobelligerante Italiano, nel Gruppo di combattimento "Cremona" dal 1943 al 1945.
Membro del PCI e redattore de l'Unità, nel 1961 fu il primo italiano ad intervistare Fidel Castro dopo la Rivoluzione cubana. Dopo aver lasciato il giornalismo pubblicò saggi come Gheddafi (1991).
Era il fratello del giornalista, sceneggiatore, critico teatrale e cinematografico Aggeo Savioli.